# ショウ・ノー・マーシー (スレイヤーのアルバム)
『ショウ・ノー・マーシー』（Show No Mercy）は、アメリカのスラッシュメタルバンド、スレイヤーのデビューアルバムでメタル・ブレイド・レコーズより1983年にリリースされた。

## 概要
まだ当時無名だったスレイヤーが、ロサンジェルスのWoodStock Clubで「Bitch」という女性ヘヴィメタルバンドのライブの前座で出演していた所を、たまたまメタル・ブレイド・レコーズの社長Brian Slagelが見ており、彼らがアイアン・メイデンの「Phantom Of Opera」をカバーした演奏を非常に気に入り、ライブが終わった後にバックステージでメンバーに対し「うちのレーベルから出す"Metal Massacre III "というオムニバスアルバムに参加しないか」と誘った事から、メタル・ブレイド・レコーズと契約する事となった(Metal Massacre IIIには"Aggressive Perfector"という曲を提供した)。ただしアルバム製作費用はバンド側が支払わなければならなかったため、当時病院で呼吸療法士として働いてたVo/Baのトム・アラヤの貯金と、Guのケリー・キングの父親から借金をして費用を用意した。

アルバムは全体を通して当時すでにスレイヤーの代名詞だった「悪魔主義」的なイメージを踏襲し、"The Antichrist"  や"Black Magic"などの過激な曲が多く収録されていたため、PMRC(Parents Music Resource Center)からアルバムを発売しないよう抗議もあった。これに対しトム・アラヤは「当時PMRCはこの手の音楽に抗議してた。でもこのアルバムを出した時は人々を怖がらせるようなバンドのイメージ作りをしていたからそんなの気にしてられなかったよ」と語っている。

またケリー・キングが「このアルバムはあちこちにアイアン・メイデンの影響がある」と語る通り、アイアン・メイデン、ヴェノム、ジューダス・プリースト、マーシフル・フェイトなどの影響が端々に感じる音楽性となっている。

## アルバム収録時のメンバー
- トム・アラヤ: ボーカル・ベース
- ジェフ・ハンネマン：ギター
- ケリーキング：ギター
- デイヴ・ロンバード：ドラム

## 収録曲
| #   | タイトル                       | 作詞               | 作曲               | 時間 |
| --- | ------------------------------ | ------------------ | ------------------ | ---- |
| 1.  | 「Evil Has No Boundaries」     | ハンネマン, キング | キング             | 3:09 |
| 2.  | 「The Antichrist」             | ハンネマン         | ハンネマン, キング | 2:49 |
| 3.  | 「Die by the Sword」           | ハンネマン         | ハンネマン         | 3:36 |
| 4.  | 「Fight Till Death」           | ハンネマン         | ハンネマン         | 3:37 |
| 5.  | 「Metalstorm/Face the Slayer」 | キング             | ハンネマン, キング | 4:53 |
| 6.  | 「Black Magic」                | キング             | ハンネマン, キング | 4:03 |
| 7.  | 「Tormentor」                  | ハンネマン         | ハンネマン         | 3:45 |
| 8.  | 「The Final Command」          | キング             | ハンネマン, キング | 2:32 |
| 9.  | 「Crionics」                   | ハンネマン, キング | ハンネマン, キング | 3:29 |
| 10. | 「Show No Mercy」              | キング             | キング             | 3:06 |

## その他
- アルバム発売に伴いアメリカ国内をツアーする事になったが、メンバーには行く場所とその電話番号のメモを渡されただけだった。
- 呼吸療法士として病院で働いていたトム・アラヤがツアー初日も仕事があったがメンバーに「どうする？」と尋ねた所、「今回を逃したらもうツアーなんて出来ない」という結論になり、アラヤが所有していたカマロとU-ホールに分乗してツアーに出発した。
- ツアーマネージャーなどもいなかったが、ツアー最初のカルフォルニアでDoug Goodmanという人物に会い(当時薬局で働いていたがバケーションでたまたまたライブハウスにいた)、ツアーマネージャーを助けてくれる事になった。その後彼は本格的にツアーマネージャーを本業とする事になりグリーン・デイやベックのツアーマネージャーもしている。
- トム・アラヤの弟のJohnny Arayaもローディーとしてツアーに同行したが、当時まだ13～14歳の時だった。
- ダーク・エンジェル、ストラッピング・ヤング・ラッド、テスタメントのドラムのジーン・ホグランも当時ドラムのローディーとして参加したが、わずか数日で解雇された。理由は当時まだドラムを始めたばかりのジーンはドラムの知識がなく役に立たなかったためである。
- アルバム1曲目の"Evil Has No Boundaries"をレコーディングしていた際に、ジーン・ホグランなどメンバーの友人達がスタジオに見学に来ていたが、ジーンが「もっと邪悪な感じが欲しいじゃないのか？」と提案し、来ていた友人たちと一緒にサビの「EVIL！」と叫ぶパートをみんなで叫んで録音された。
- ツアー中はお金に非常に困り必要最低限のもの(食糧とガソリン代)しか買えなかった。ただしビールは必ず買ったという。またツアー中にメンバーがクラブやライブハウスから貰ったお金をツアー中に使っていたが、ツアーから戻ってきた際にレコード会社から「ギャラはどこだ？」と聞かれた。当時メンバーはレコード会社へのギャラはクラブやライブハウスから直接レコード会社へ送金されその残りをメンバーに手渡されていたと勘違いしていたため(手渡されていた金額が非常に少額だったため)、ツアーのギャラは全部使ってしまっていた。
- ギターの弦を買うお金もなかったため、ケリー・キングやジェフ・ハンネマンがステージ中に弦を切ってしまった際に、トム・アラヤが自分のベースを弦を切ってしまったメンバーに渡してベースを弾かせるパフォーマンスなどをしてその場をごまかした。